# 1988年夏季残疾人奥林匹克运动会比利时代表团
1988年夏季残疾人奥林匹克运动会比利时代表团是比利时派出的1988年夏季残疾人奥林匹克运动会代表团。获得15枚金牌、18枚银牌和8枚铜牌。